# Илуметса
Илуметса (эст. Ilumetsa) — группа метеоритных кратеров в эстонской волости Выру уезда Вырумаа. Открыта и исследована геологами в 1938 году. Одна из шести крупных групп метеоритных кратеров в Эстонии.

## Описание
Группа кратеров Илуметса образовалась в результате падения метеоритов, пробивших толщу четвертичных отложений и достигших слоя девонских песчаников. По результатам радиоуглеродного анализа, проведённого в 2017 году, возраст объектов составляет 6660—7170 лет.
Илуметса включает в себя пять воронок. Из них только две первых имеют подтверждённое ударное происхождение:
- Пыргухауд (эст. Põrguhaud — «адская могила»);
- Сюгавхауд (эст. Sügavhaud — «глубокая могила»);
- Курадихауд (эст. Kuradihaud — «чёртова могила»);
- Тондихауд (эст. Tondihaud — «бесовская могила»);
- Инглихауд (эст. Inglihaud — «могила ангела»).

Наиболее крупным объектом является кратер Пыргухауд. Его диаметр составляет 75—80 м, а глубина — 12,5 м. Дно покрыто слоем торфа толщиной до 2,5 м, под которым находится плотный слой брекчии из песчаника и моренных отложений. Сюгавхауд, второй по величине кратер, сохранился хуже вследствие зарастания. Диаметр воронки составляет около 50 м, глубина — 4,5 м. Оба кратера отличаются более высокой насыпью с восточной стороны. Кратеры Курадихауд, Тондихауд и Инглихауд к настоящему времени заросли почти полностью.

## Туризм
Илуметса — популярный туристический объект в уезде Вырумаа. Для удобства посетителей между кратерами проложена деревянная дорожка, украшенная деревянными скульптурами сказочных существ.